# Bakata
Bakata ist sowohl eine Gemeinde (französisch commune rurale) als auch ein dasselbe Gebiet umfassendes Departement im westafrikanischen Staat Burkina Faso, in der Region Centre-Ouest und der Provinz Ziro. Im Jahr 2006 hatte die Gemeinde in 14 Dörfern 28.077 Einwohner.